# Грнч'ярске Залужани
Грнч'ярске Залужани (словац. Hrnčiarske Zalužany, угор. Fazekaszsaluzsány) — село, громада в окрузі Полтар, Банськобистрицький край, центральна Словаччина. Кадастрова площа громади — 6,10 км². Населення — 874 особи (за оцінкою на 31 грудня 2017 р.).
Перша згадка 1362 року.

## Населення
| Рік:            | 1994. | 2004.   | 2014.   | 2024.   |
| --------------- | ----- | ------- | ------- | ------- |
| Кількість осіб: | 847   | 857     | 874     | 812     |
| Різниця:        |       | +1,18 % | +1,98 % | -7,09 % |

| Рік:            | 2023. | 2024.   |
| --------------- | ----- | ------- |
| Кількість осіб: | 834   | 812     |
| Різниця:        |       | -2,63 % |